# Église Notre-Dame de Vergheas

L'église Notre-Dame de l'Assomption est une église catholique française située à Vergheas, dans le département du Puy-de-Dôme.

## Localisation
L'église est située au centre de Vergheas, village auvergnat des Combrailles. 

## Description
L'édifice est en grande partie roman mais a reçu quelques adjonctions modernes. Vers 1188 c'était une dépendance de l'abbaye d'Ébreuil. Cette église possède une nef, un transept et un chœur à abside semi-circulaire. Le transept est surmonté d'une coupole. Une tour octogonale surmontée d'une flèche a été montée à l'époque moderne pour former le clocher.

## Historique
L'édifice a été inscrit au titre des monuments historiques le 25 octobre 1962.